# Мундака, Мартин
Мартин Андрес Мундака Барраса  (исп. Damián Nicolás Pizarro Huenuqueo; родился 8 января 2007) — чилийский футболист, нападающий клуба «Кокимбо Унидо».

## Клубная карьера
Воспитанник футбольной академии клуба «Кокимбо Унидо». 28 марта 2024 года дебютировал в основном составе «Кокимбо Унидо», выйдя в стартовом составе в матче чилийской Примеры против «Аудакс Итальяно». 7 апреля 2024 года забил два гола в матче против клуба «Кобрелоа», став первым 17-летним футболистом, сделавшим «дубль» в матче высшего дивизиона чемпионата Чили после Алексиса Санчеса.